# فقاعة الجبار-النهر الفائقة

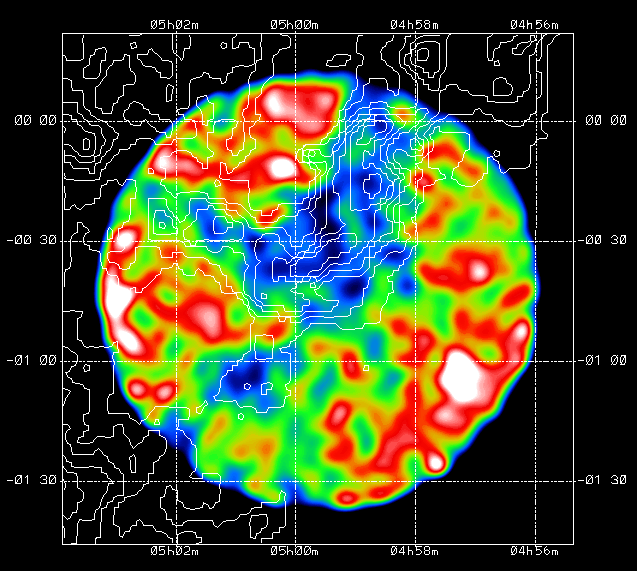
فقاعة الجبار-النهر الفائقة بالأشعة السينية-اللينة

فقاعة الجبار-النهر الفائقة هي فقاعة فائقة عرضها يقدر بحوالي 1200 سنة ضوئية تقع غرب سديم الجبار. وتتكون المنطقة من بقايا مستعر أعظم متداخلة التي قد تكون مرتبطة مع مجموعة الجبار OB1 النجمية؛وهي أقرب فقاعة فائقة إلى الفقاعة المحلية التي تتضمن الشمس، ضمن ذراع الجبار في مجرة درب التبانة.
تم اكتشاف هذا الهيكل من عمليات رصد راديوية قام بها عالم الفيزياء الفلكية الأمريكي كارل يوجين هيليس ومراقبة للانبعاثات الضوئية بين النجوم التي قام بها رينولدز وأوغدن في السبعينيات.